# 貝德福德島
貝德福德島（英語：Bedford Island），是南極洲的島嶼，長2公里，處於巴克羅夫特群島南端，屬於比斯科群島的一部分，根據英國探險隊拍攝的空中照片繪入地圖，現時由南極條約體系管理。